# Black Crypt
Black Crypt est un jeu vidéo de type dungeon crawler sorti en 1992 sur Amiga. Il a été développé par Raven Software et édité par Electronic Arts.

## Système de jeu
Le joueur dirige un groupe de quatre personnages qui peuvent être d'une des quatre classes existantes (clerc, magicien, druide et guerrier). Ce groupe doit parcourir les 28 niveaux.

## Réception
Ce jeu est classé "100ème meilleur jeu de tous les temps" selon le site français Jeuxvideo.com.